# 1. FC Heidenheim 1846
Maillots
Actualités
Le 1. FC Heidenheim 1846 est un club de football allemand basé à Heidenheim-sur-la-Brenz dans le Bade-Wurtemberg. Il joue en 1. Bundesliga depuis la saison 2023-2024.

## Histoire

### VfR et VfL Heidenheim
Les premiers succès du football à Heidenheim furent lors de la saison 1934-1935. Jamais auparavant un club de Heidenheim n'était passé si près de la 1re division. L'équipe de VfR 1911 Heidenheim se qualifie pour un barrage en Gauliga Württemberg créé en 1933. Mais dans une poule avec 6 équipes, le club finit dernier avec 7 buts marqués et 13 encaissés, à égalité avec le VfB Friedrichshafen, mais à quatre points derrière le deuxième, le FV Zuffenhausen (de) et loin derrière le vainqueur de la poule, le SpVgg Cannstatt (de).
Les joueurs de Heidenheim ne jouèrent plus division supérieure après la Seconde Guerre mondiale. C'est seulement en 1955 que le club réussit à monter en première division amateur, la Ligue Amateur de Wurttemberg. Puis, dans cette ancienne 3e division, le VfL Heidenheim termina à la 15e place et termina en 1958-1959 à la convenable 6e place. En 1960 la Ligue Amateur de Bade-Wurttemberg fut divisée, le VfL jouant donc en Ligue Amateure Wurttemberg-Nord. Il se classa souvent en milieu de tableau. Jusqu'à la fusion en 1972, les meilleurs places furent la 6e (en 1963-1964 et en 1971-1972), le pire étant la 12e place en 1967-1968.

### Heidenheimer SB
Après la fusion avec le TSB, dont les joueurs jouaient en division inférieure, le club se nomma Heidenheimer SB et joua encore trois saisons en Ligue Amateur avant de descendre en 1975. Lors de la même saison, ils jouèrent en DFB-Pokal. Lors du DFB-Pokal 1975, Heidenheim affronta un club berlinois Hertha Zehlendorf. Après un match nul 2-2 lors du match aller le club perdit 5-0 au retour.
La descente put être vite corrigée. Le SB monta directement et joua en haut du tableau. Le promu fut vice-champion et rata de peu la montée en 2. Bundesliga. La saison suivante, le Heidenheimer SB termina 4e et se qualifia pour la nouvelle Amateur-Oberliga Baden-Württemberg. Lors de la même saison, le club put rejouer en DFB-Pokal mais perdit encore une fois au premier tour, contre le club de 2e division FK Pirmasens 1-2.
L'Amateuroberliga s'est avérée trop difficile pour l'équipe qui en terminant 18e sur 20, descendit en 4e division. Ce fut un grand moment en DFB-Pokal lorsque, au premier tour, le club battit 4-0 les pros du Hertha Berlin. Le club fit une montée descente pendant 25 ans entre la Verbands et la Kreisliga, même si en 2003/04 il arriva à monter en Amateuroberliga Baden-Württemberg, le 4e échelon. Le HSB fut deuxième derrière le Normannia Gmünd (de) en Verbandsliga Württemberg et put gagner en barrage contre le Offenburger FV, après qu'il a perdu l'année précédente contre le TSG 1899 Hoffenheim. En Oberliga, le club a également joué un grand rôle pour le maintien. Heidenheim termina en 2003/2004 à la 5e place et arriva en finale du WFV-Pokal, mais perdant 3-1 contre les Stuttgarter Kickers. En 2006, le club fut deuxième et rata de peu la montée en Regionalliga Sud à 4 points du SSV Reutlingen 05. En 2007, le club joua même le maintien mais termina finalement 3e. 75 buts furent marqués et 36 encaissés lors de cette saison, avec un total de 72 points. Le champion SV Sandhausen avait 5 points de plus.

### 1. FC Heidenheim
En 2007, la section football du SB Heidenheimer décida de se séparer de l'association. Le 1. FC Heidenheim, nouvellement créé, reprit toutes les sections existantes (football, tennis de table) et d'autres structures du SB Heidenheimer, y compris les équipes juniors et amateurs. La séparation fut nécessaire car le SB Heidenheimer ne put se payer une licence de Regionalliga .
En 2008, les Heidenheimer terminent 4e de Oberliga Bade Wurtemberg et montent en Regionalliga, puis la saison suivante en 3.Liga.
Dans les saisons 2011-2012 et 2012-2013, le club échoue de peu pour la montée en 2.Bundesliga, mais la saison suivante en gagnant le titre de la troisième division, Heidenheim réussit la montée et s'installe ensuite en deuxième division allemande.
Lors de la saison 2019-2020, le club termine à la troisième place et affronte le Werder Brême dans les barrages de promotion/maintien. Après un 0-0 à l'extérieur, Heidenheim rate la montée à cause de la règle des buts marqués à l'extérieur, le match à domicile se solde par un match nul 2-2.
Le club parvient à monter en remportant la saison 2022-2023 de 2. Bundesliga. Au terme de sa première saison dans l'élite, le club atteint une surprenante 8e place, et dispute la Ligue Conférence lors de la saison 2024-2025.

## Bilan sportif

### Palmarès
- Championnat d’Allemagne D2 : Vainqueur en 2023
- Vainqueur de la Regionalliga Sud : 2009
- Vainqueur de la Coupe du Baden-Württemberg : 1965 et 2008

### Bilan par saison (depuis 1999)
| Année     | Division                             | Position |
| 1999-2000 | Verbandsliga Württemberg (de) (V)    | 5e       |
| 2000-01   | Verbandsliga Württemberg (de) (V)    | 10e      |
| 2001-02   | Verbandsliga Württemberg (de) (V)    | 8e       |
| 2002-03   | Verbandsliga Württemberg (de) (V)    | 2e       |
| 2003-04   | Verbandsliga Württemberg (de) (V)    | 2e       |
| 2004-05   | Oberliga Baden-Württemberg (de) (IV) | 5e       |
| 2005-06   | Oberliga Baden-Württemberg (de) (IV) | 2e       |
| 2006-07   | Oberliga Baden-Württemberg (de) (IV) | 3e       |
| 2007-08   | Oberliga Baden-Württemberg (de) (IV) | 4e       |
| 2008-09   | Regionalliga Sud (IV)                | 1er      |
| 2009-10   | 3. Liga (III)                        | 6e       |
| 2010-11   | 3. Liga (III)                        | 9e       |
| 2011-12   | 3. Liga (III)                        | 4e       |
| 2012-13   | 3. Liga (III)                        | 5e       |
| 2013-14   | 3. Liga (III)                        | 1er      |
| 2014-15   | 2. Bundesliga (II)                   | 8        |
| 2015-16   | 2. Bundesliga (II)                   | 11       |
| 2016-17   | 2. Bundesliga (II)                   | 6        |
| 2017-18   | 2. Bundesliga (II)                   | 13       |
| 2018-19   | 2. Bundesliga (II)                   | 5        |
| 2019-20   | 2. Bundesliga (II)                   | 3        |
| 2020-21   | 2. Bundesliga (II)                   | 8        |
| 2021-22   | 2. Bundesliga (II)                   | 6        |
| 2022-23   | 2. Bundesliga (II)                   | 1er      |
| 2023-24   | Bundesliga (I)                       | 8        |
| 2024-25   | Bundesliga (I)                       | 16       |

### Bilan européen
Note : dans les résultats ci-dessous, le score du club est toujours donné en premier
| Saison    | Compétition      | Tour           | Club                | Domicile | Extérieur | Total |
| --------- | ---------------- | -------------- | ------------------- | -------- | --------- | ----- |
| 2024-2025 | Ligue Conférence | Barrages Q     | BK Häcken           | 3 - 2    | 2 - 1     | 5 - 3 |
| 2024-2025 | Ligue Conférence | Phase de ligue | Olimpija Ljubljana  | 2 - 1    | N/A       | 16e   |
| 2024-2025 | Ligue Conférence | Phase de ligue | Paphos FC           | N/A      | 1 - 0     | 16e   |
| 2024-2025 | Ligue Conférence | Phase de ligue | Heart of Midlothian | N/A      | 2 - 0     | 16e   |
| 2024-2025 | Ligue Conférence | Phase de ligue | Chelsea FC          | 0 - 2    | N/A       | 16e   |
| 2024-2025 | Ligue Conférence | Phase de ligue | İstanbul Başakşehir | N/A      | 1 - 3     | 16e   |
| 2024-2025 | Ligue Conférence | Phase de ligue | FC Saint-Gall       | 1 - 1    | N/A       | 16e   |
| 2024-2025 | Ligue Conférence | Barrages       | FC Copenhague       | 1 - 3 ap | 2 - 1     | 3 - 4 |

Légende
- Victoire ou qualification pour le tour suivant
- Match nul
- Défaite ou élimination de la compétition

## Personnalités du club

### Effectif professionnel actuel
Le premier tableau liste l'effectif professionnel du FCH pour la saison 2025-2026. Le second recense les prêts effectués par le club lors de cette même saison.
En grisé, les sélections de joueurs internationaux chez les jeunes mais n'ayant jamais été appelés aux échelons supérieurs une fois l'âge-limite dépassé
ou les joueurs ayant pris leur retraite internationale.